# Петнист цвъркач
Петнист цвъркач (Locustella lanceolata) е вид птица от семейство Locustellidae.

## Разпространение и местообитание
Разпространен е в Бангладеш, Бруней, Виетнам, Индия, Индонезия, Камбоджа, Китай, Лаос, Малайзия, Мианмар, Монголия, Непал, Русия, Северна Корея, Сингапур, Тайланд, Филипините, Шри Ланка, Южна Корея и Япония.